# Stabkirche Heddal

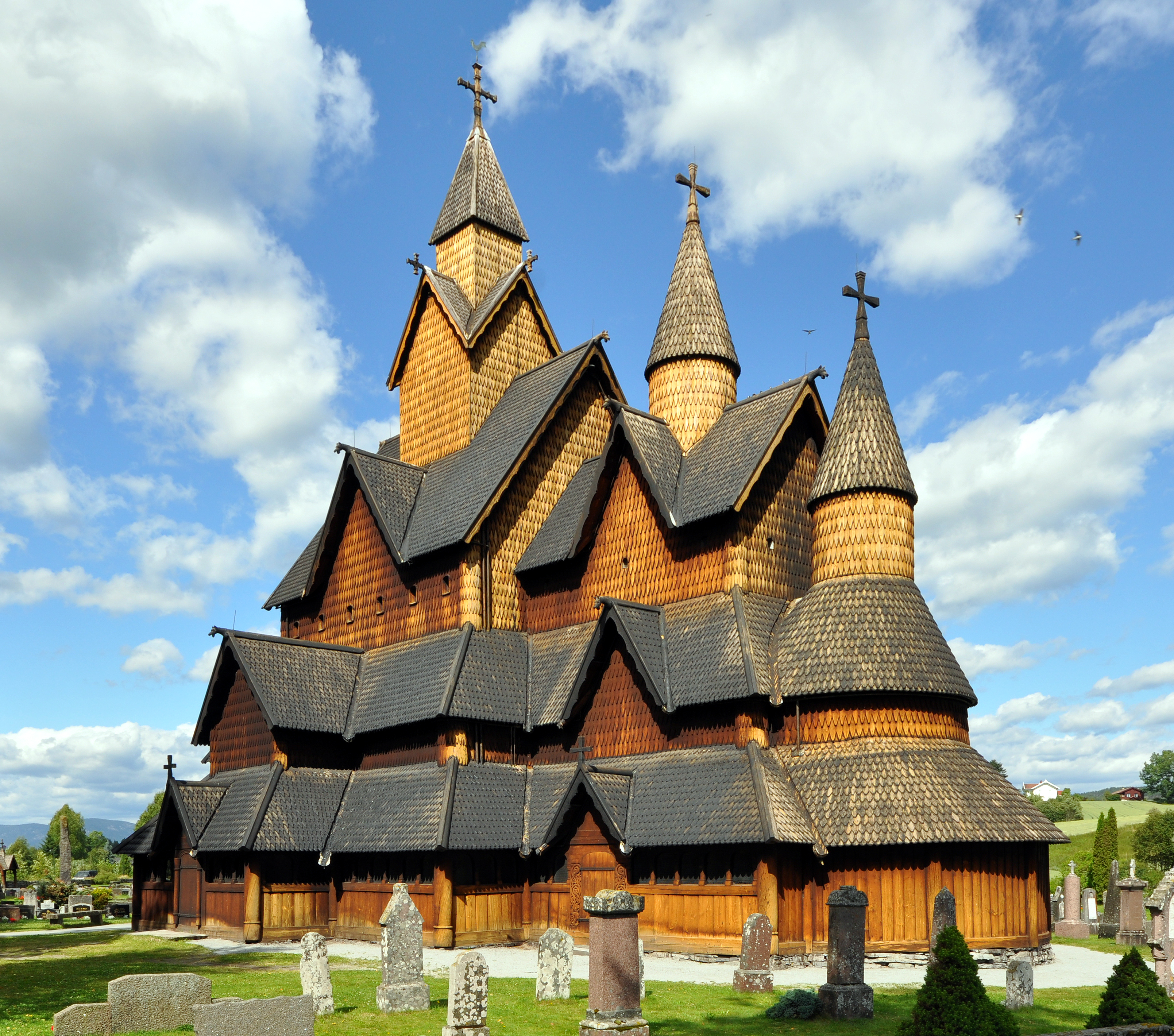
Stabkirche in Heddal (2010)

Die Stabkirche Heddal (alte deutsche Bezeichnung Kirche zu Hitterdal) ist mit rund 20 Metern Länge und 26 Metern Höhe die größte ihrer Art in Norwegen. Sie liegt im Ortsteil Heddal der Kommune Notodden direkt an der Europastraße 134 im Osten der Provinz Telemark.

## Geschichte

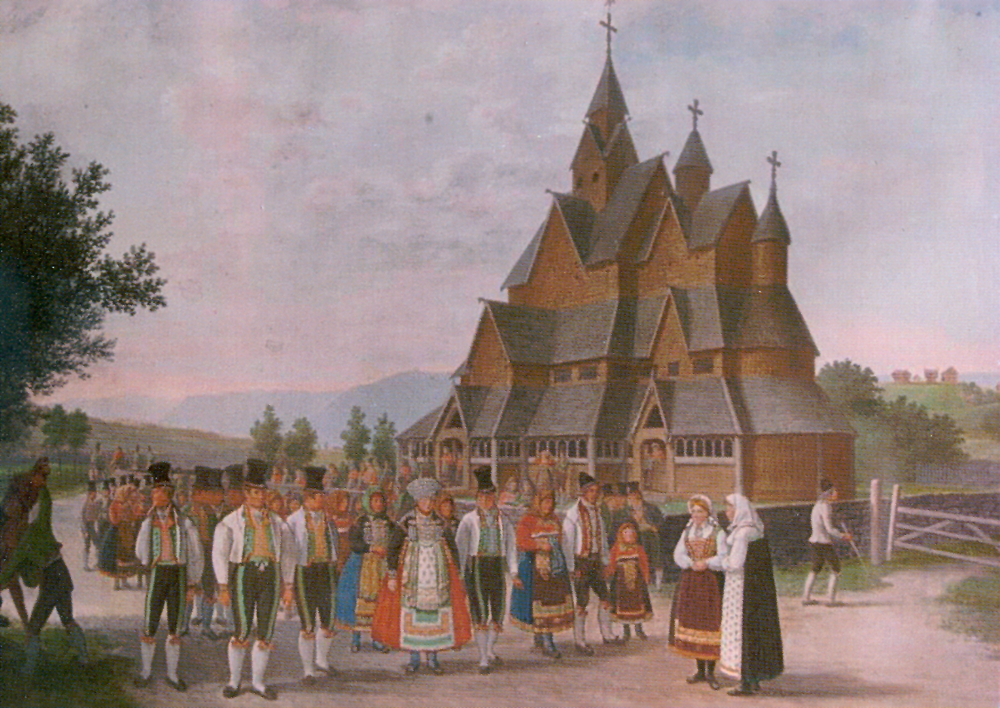
Stabkirche Heddal, gezeichnet 1828 von Johannes Flintoe

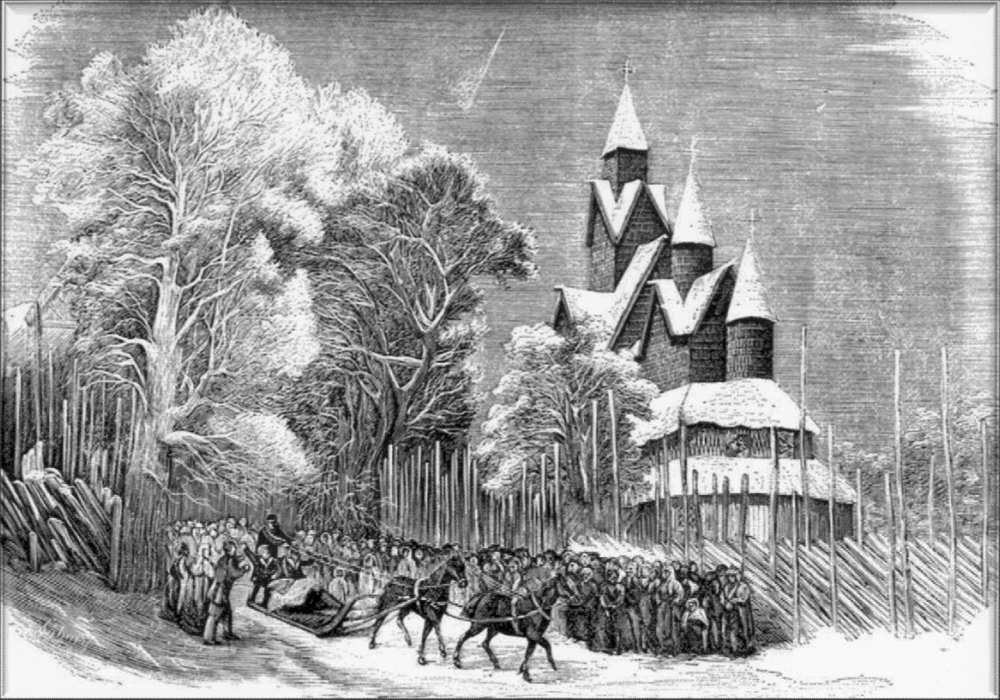
Stabkirche Heddal aus Le Monde Illustré 1871

Der Sage nach erbaute der Troll Finn, der im Svintruberg unweit Heddals wohnte, das Gotteshaus im Laufe von nur drei Tagen. Einzelne Kunsthistoriker datieren die ältesten Teile der Stabkirche, vor allem den Chor, auf das 12. Jahrhundert zurück, was jedoch umstritten ist. Im Wesentlichen wurde der Bau wahrscheinlich um 1240 errichtet. Eine Runeninschrift in der Nähe des Südportals lässt den Schluss zu, dass die Kirche am 25. Oktober 1242 geweiht wurde. In schriftlichen Quellen wird sie erstmals im 14. Jahrhundert erwähnt.
1849 bis 1851 wurde das Gebäude nach Plänen der Architekten Nebelong und Hansen restauriert und dabei stark verändert. Insbesondere wurden Fenster eingebaut und der Innenraum modernisiert. Diese teilweise unsachgemäßen Eingriffe stießen bei der Bevölkerung und bei Fachleuten auf Widerstand. Erst 1954 wurden die Änderungen anhand von älteren Zeichnungen mit dem Ziel zurückgebaut, den mittelalterlichen Charakter der Kirche wiederherzustellen.

## Architektur

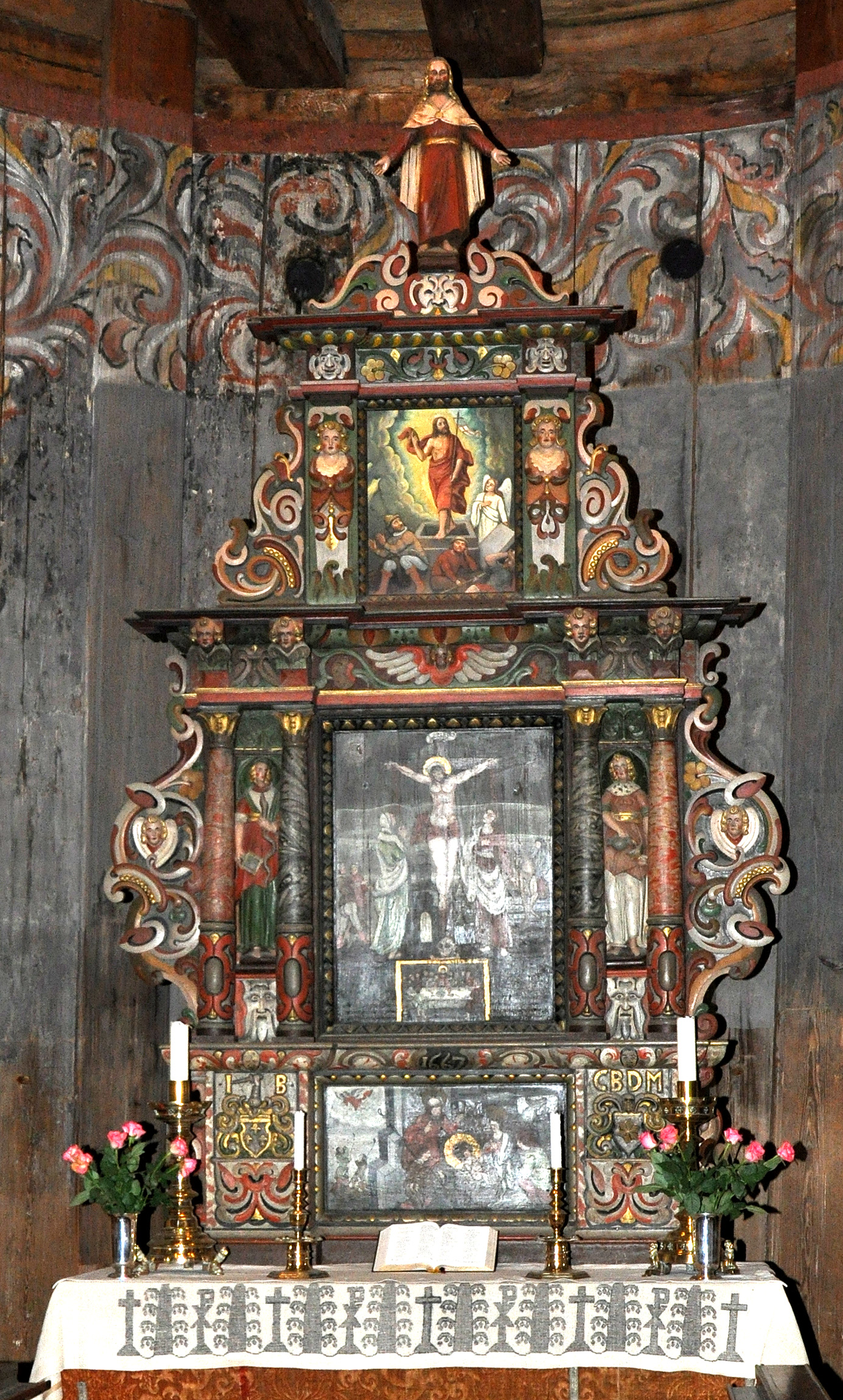
Altar

Aufgrund ihrer Größe und der Vielzahl der sich überlappenden Dächer wird die Stabkirche gelegentlich als „gotische Kathedrale aus Holz“ bezeichnet. Die dreischiffige Langkirche mit erhöhtem Mittelraum ruht auf zwölf tragenden Masten, den sogenannten „Stäben“. Für den Bau wurde harzreiches Kiefernholz verwendet, das zum Schutz gegen Fäulnis regelmäßig nach mittelalterlichem Vorbild geteert wird. 25 bis 30 Prozent des Originalmaterials hat sich bis heute erhalten. Mit Hilfe der Radiokarbonmethode konnte nachgewiesen werden, dass ein Balken der Grundkonstruktion aus der Zeit zwischen 875 und 925 stammt, ohne dass sich sagen ließe, welche Funktion er ursprünglich hatte. Die Kirche ist von einem so genannten „Svalgang“ (eine Art Laubengang) umgeben, der Schutz vor Wind und Wetter bietet.
Die Eingangsportale der Kirche weisen wertvolle Schnitzereien heidnischen Ursprungs auf, innen ist sie mit Rosenmustern dekoriert. Der Altar eines unbekannten Künstlers wurde 1667 gefertigt, die Wandmalereien entstanden 1668. Beachtenswert ist ein Prunkstuhl („Bischofsstuhl“) aus dem 12. Jahrhundert mit Motiven aus der Nibelungensage. Zum mittelalterlichen Inventar gehörte ursprünglich auch ein schmiedeeiserner Kronleuchter für 23 Kerzen, der sich aber heute im Kulturhistorischen Museum der Universität Oslo befindet.
In der Kirche finden nach wie vor Gottesdienste, Trauungen und Taufen statt. Regelmäßig werden Führungen angeboten. Die Stabkirche in Heddal zählt heute zu den meistbesuchten Touristenattraktionen Norwegens.

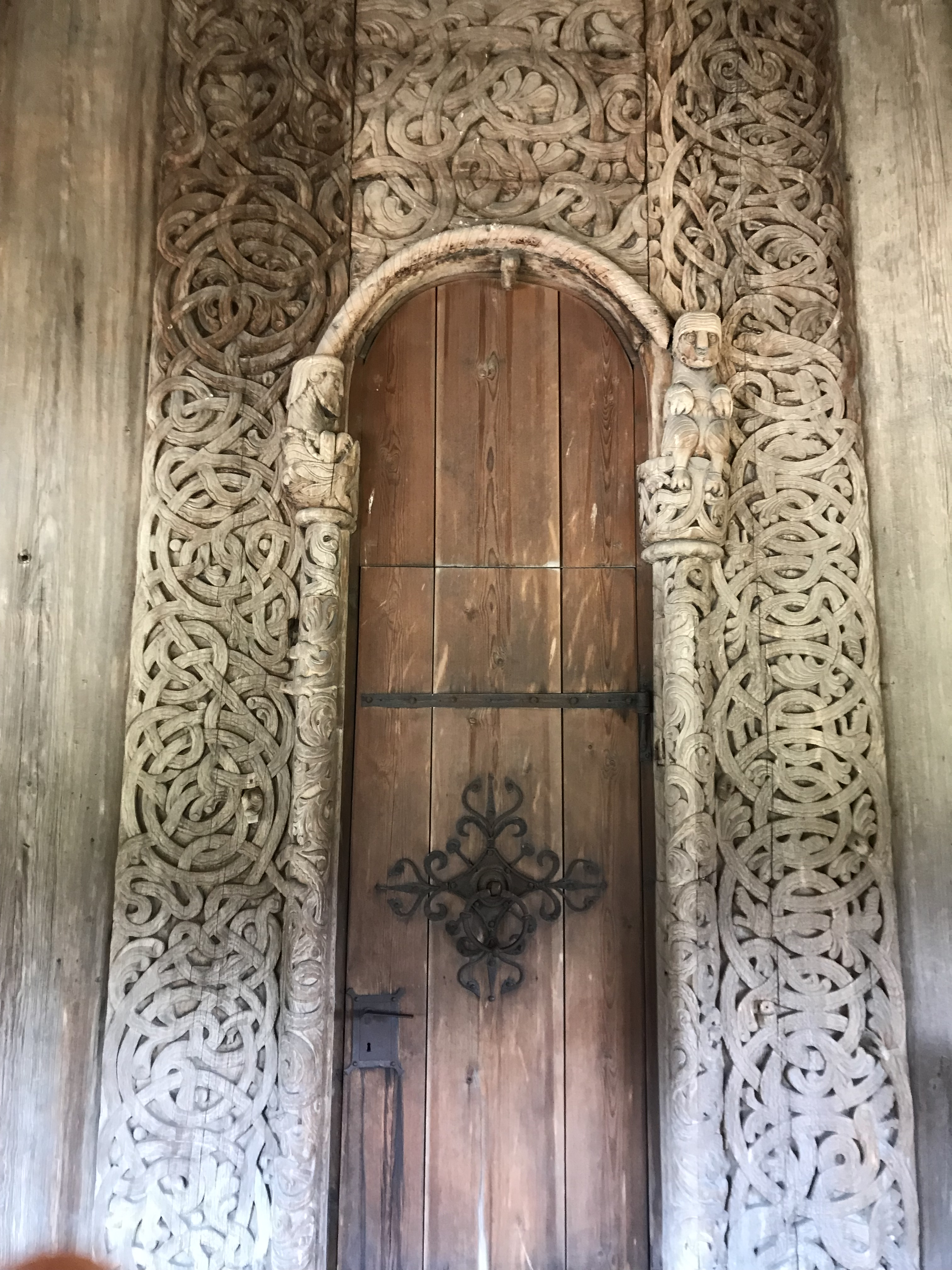
Portal
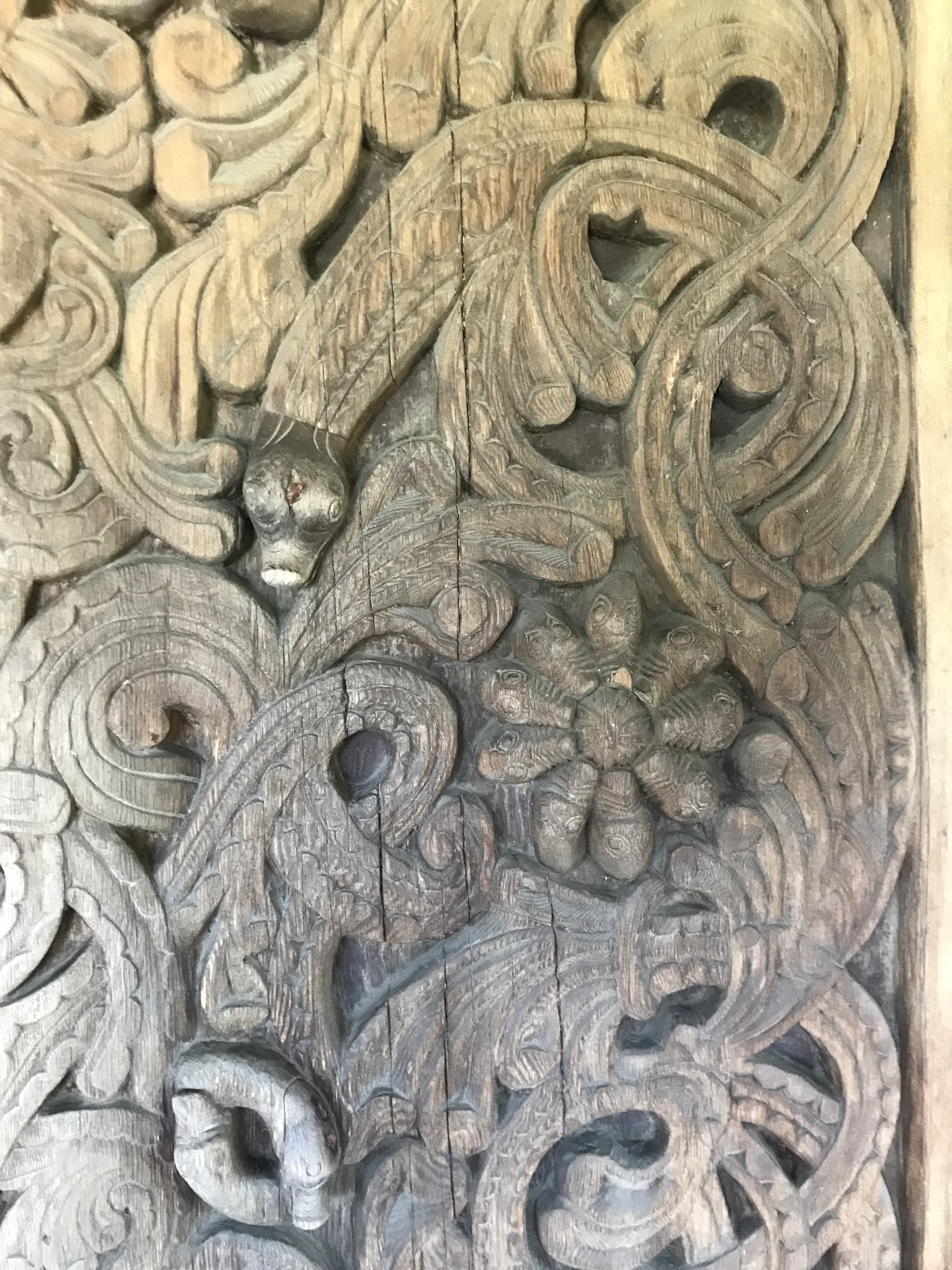
Ornament im Westportal
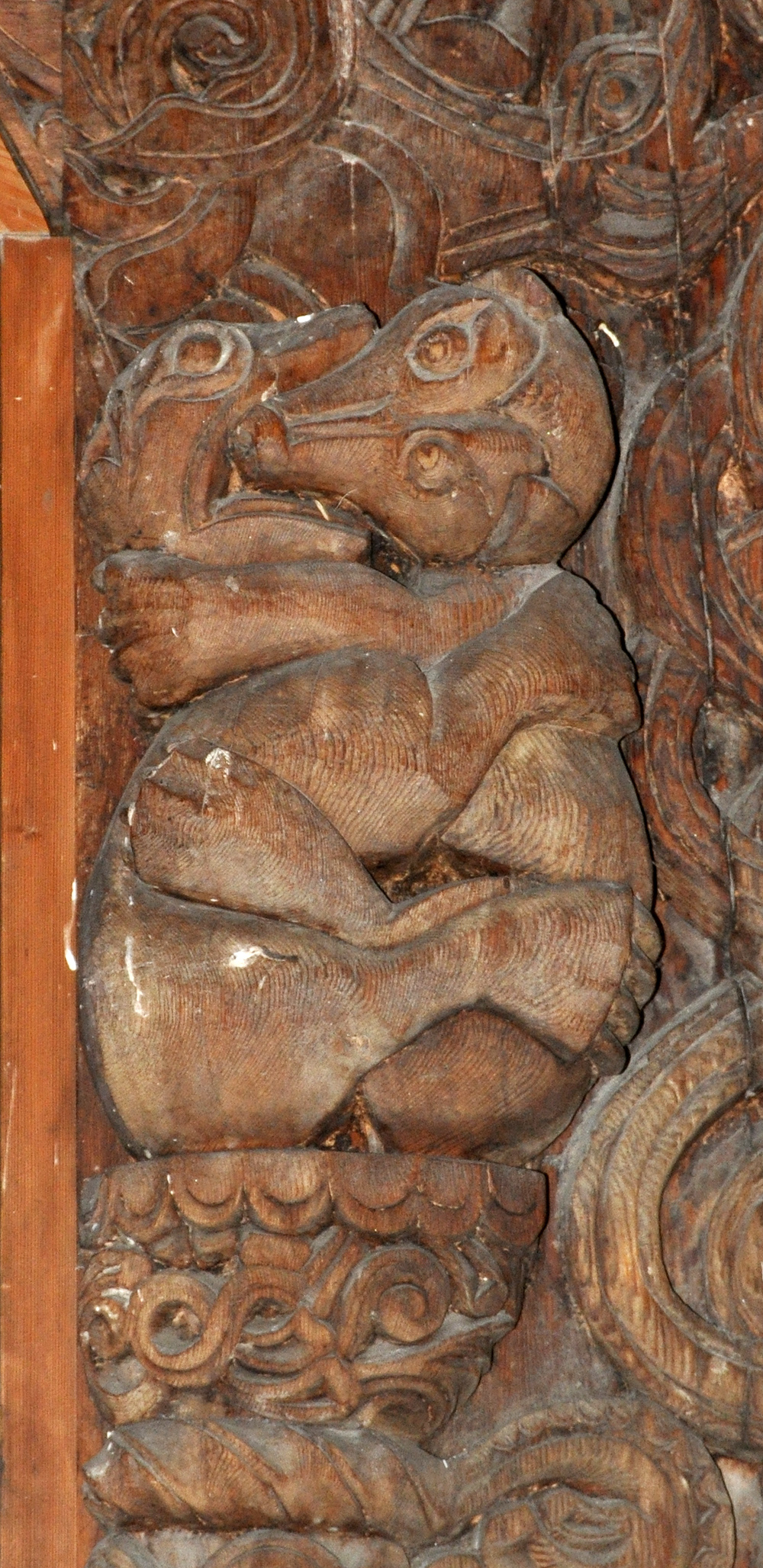
Statuen im Westportal
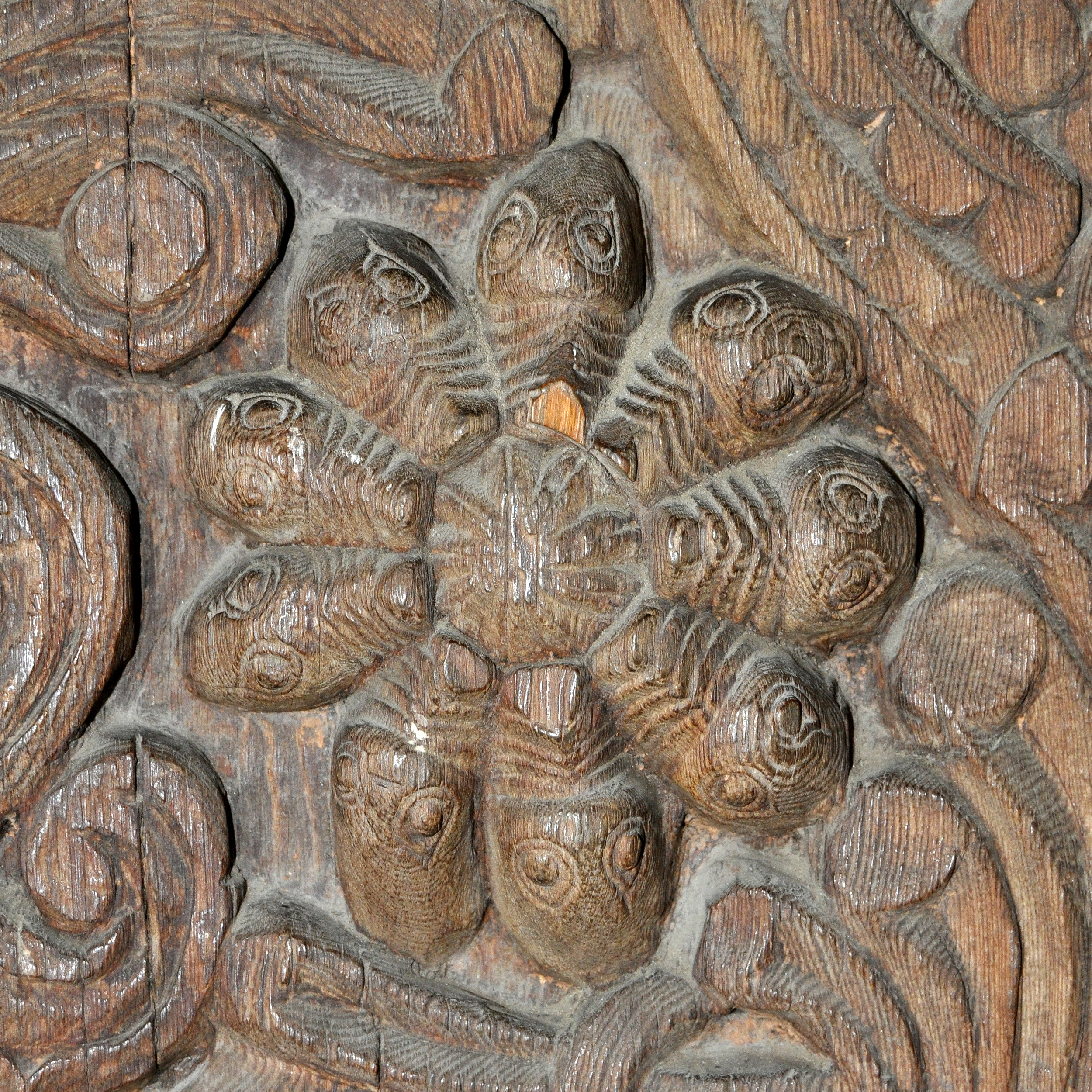
Ornamente im Westportal
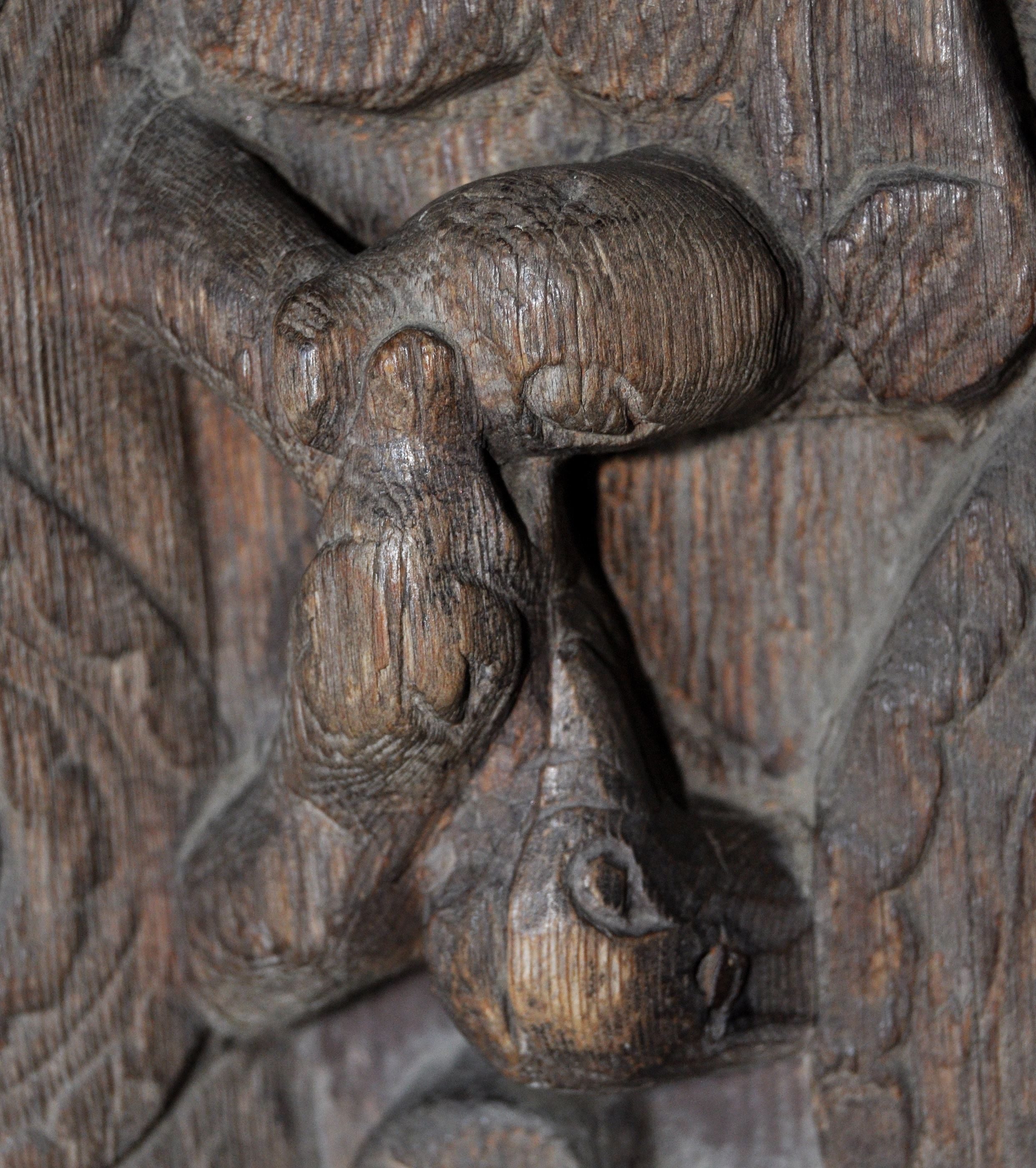
Ornamente im Westportal
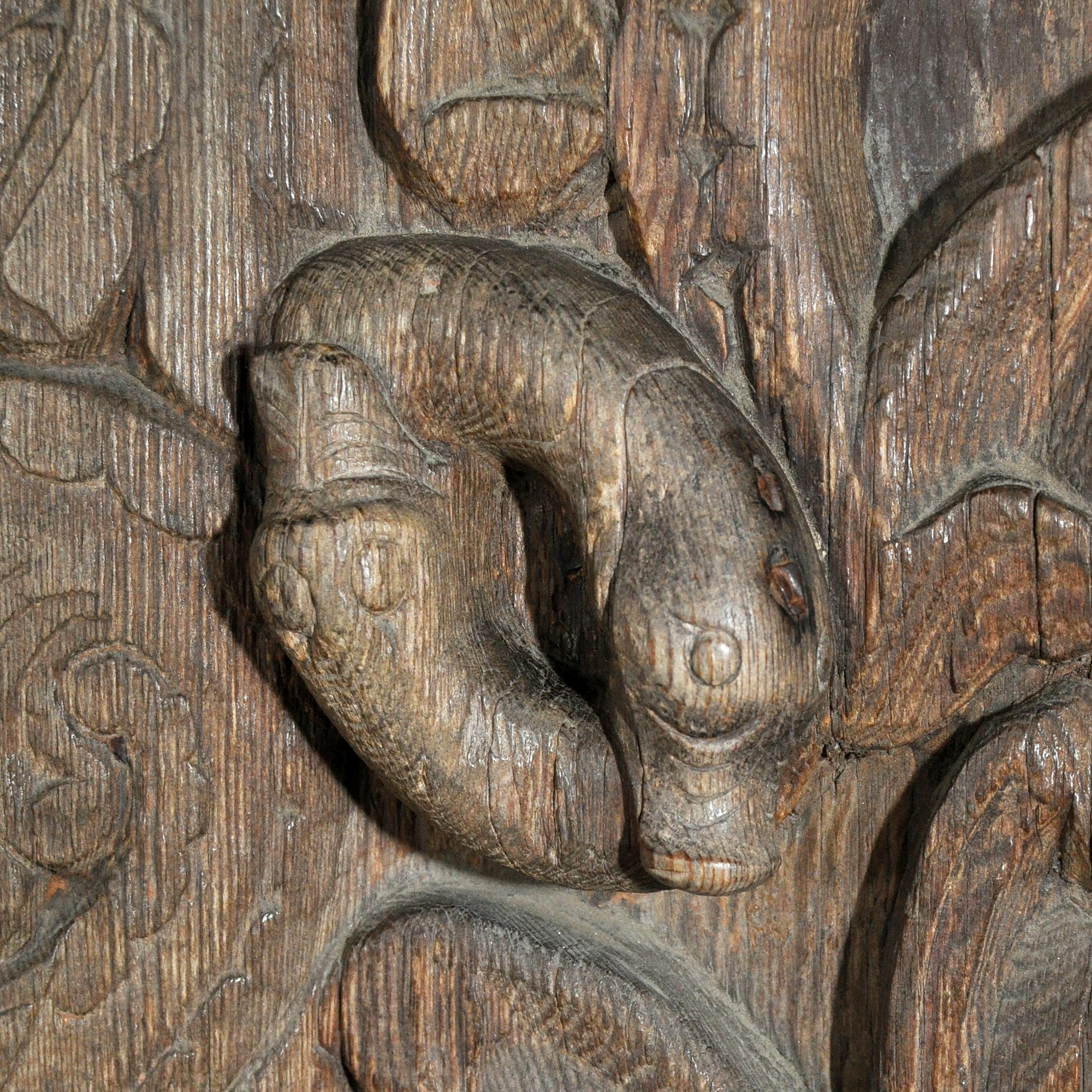
Ornamente im Westportal